# إطلاق النار في مدرسة إيجيفسك
في 26 ستبمبر 2022، قام مسلح بدخول المدرسة رقم 88 بمدينة إيجيفسك في وسط روسيا وكان يحمل مسدسين وقام بفتح النار مما أسفر عن مقتل 15 شخصًا وإصابة ما لا يقل عن 24 آخرين.قال المسؤولون إنه كان يرتدي قناع وقميص عليه صليب معقوف.